# Antoine Duprat
Ne doit pas être confondu avec son cousin germain également cardinal Antoine Bohier
Pour les articles homonymes, voir Duprat.
Antoine Duprat, né à Issoire le 17 janvier 1463 et mort à Nantouillet le 9 juillet 1535, est un cardinal-légat français, chevalier, seigneur de Nantouillet, baron de Thiers et de Thoury, comte de Valteline, chancelier de France et de Bretagne, du duché de Milan et de l'Ordre du Roi sous François Ier, archevêque de Sens.

## Biographie

### Enfance
Né à Issoire en Auvergne, le 17 janvier 1463, fils d'Antoine Duprat sieur de Verrière et de Jacqueline Boyer, il a 10 ans lorsqu'il est enfant de chœur à l'abbaye bénédictine Saint-Austremoine d'Issoire, où il s'initie à l'étude des lettres. Après avoir suivi ses études au barreau de Paris, un cousin de sa mère, Jacqueline Bohier, archevêque de Bourges, parfait son éducation, et en 1490, il est lieutenant général au bailliage de Montferrand, sous Charles VIII, puis maître des requêtes et président à mortier au parlement de Paris et enfin premier président de ce même parlement en 1507.

### La politique
En 1495, il est avocat du roi au parlement de Toulouse, et en 1504 maître des requêtes de l'hôtel du roi Louis XII. Il est quatrième président, puis nommé premier président au parlement de Paris le 8 février 1508, lorsque Louise de Savoie lui confie l'éducation de son fils, le duc de Valois François d'Orléans. À son avènement, le prince le nomme principal ministre, et chancelier de France le 7 janvier 1515, office qu'il conservera tout au long de sa vie.
En août 1515, il suit François Ier en Italie, et après la bataille de Marignan est nommé chancelier du duché de Milan. Il négocie avec le pape Léon X le concordat de 1516, qui sacrifie les libertés gallicanes, et le fait enregistrer au parlement de Paris, malgré la plus vive opposition des cours souveraines, des universités et du clergé de France.
Il fait rédiger la Coutume d'Auvergne, recueil des lois civiles de la province d'Auvergne, ordonné en 1510 par lettres patentes du roi Louis XII.
En 1519, à la mort de Philippe de Montauban, il cumule la charge de chancelier de France avec celle de chancelier de Bretagne. Il conserve un immense crédit : pendant l'absence et la captivité de François Ier, Louise de Savoie, régente du royaume, ne gouverne que par ses conseils, et le roi, à son retour, anéantit une procédure que le parlement avait commencée contre lui.

### La religion
Veuf de sa femme Françoise Veyny d'Arbouze, Antoine Duprat embrasse l'état ecclésiastique en 1517, et cumule plusieurs évêchés. 

Il est d’abord, en 1522, évêque de Valence et de Die.
 
La régente le nomme archevêque de Sens le 20 mars 1525 qu'il ne visita jamais, et lui donne l'abbaye de Saint-Benoît-sur-Loire. Mais les moines mécontent de cette nomination se révoltèrent et Antoine Duprat dut se faire accompagner par la force armée. Pour punir les moines, François Ier ordonna la démolition du clocher-porte. Heureusement la mesure ne fut exécutée qu'en partie et le couronnement seul de la tour fut détruit. Duprat ne tint pas rigueur aux moines et fit exécuter de nombreux travaux d'embellissement.

Le 21 novembre 1527 il est créé cardinal-prêtre au titre de Sainte-Anastasie le 27 avril 1528.

Le 19 octobre 1528, il obtient la charge de l'évêché d'Albi, et garde les bénéfices jusqu'à sa mort. Il reçoit dans la cathédrale d'Albi le roi et la reine de Navarre

En 1530, il est nommé légat, il s'occupe alors particulièrement des affaires de religion, et provoque toutes les mesures de rigueur qui sont prises contre les réformés. 

Il couronne Éléonore d'Autriche à Saint-Denis le 5 mars 1531.

À la mort de Clément VII en 1534, il aurait voulu lui succéder, et offre à François Ier de subvenir par lui seul aux frais de son élection; mais le roi ne soutient pas sa candidature. D'autre part Antoine Duprat était à cette époque âgé de 71 ans, il devient cependant évêque de Meaux.

## Titres notariaux et décès

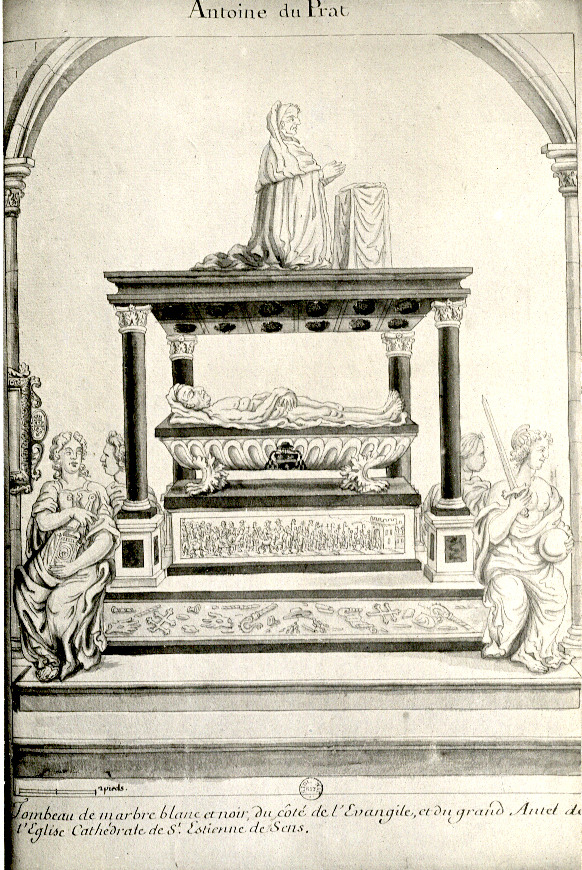
Le tombeau originel de Duprat.

En 1521, le chancelier est seigneur de Nantouillet, de Marchémoret et de Rosoy-en-Multien.
En 1535, il meurt dans son château de Nantouillet. Son cœur est déposé à la cathédrale de Meaux, et son corps dans la cathédrale de Sens. Son tombeau y a été érigé vraisemblablement sous Richelieu ; le Palais Synodal attenant à la cathédrale abrite aujourd'hui ce qu'il reste de la partie basse de ce monument.

## Famille

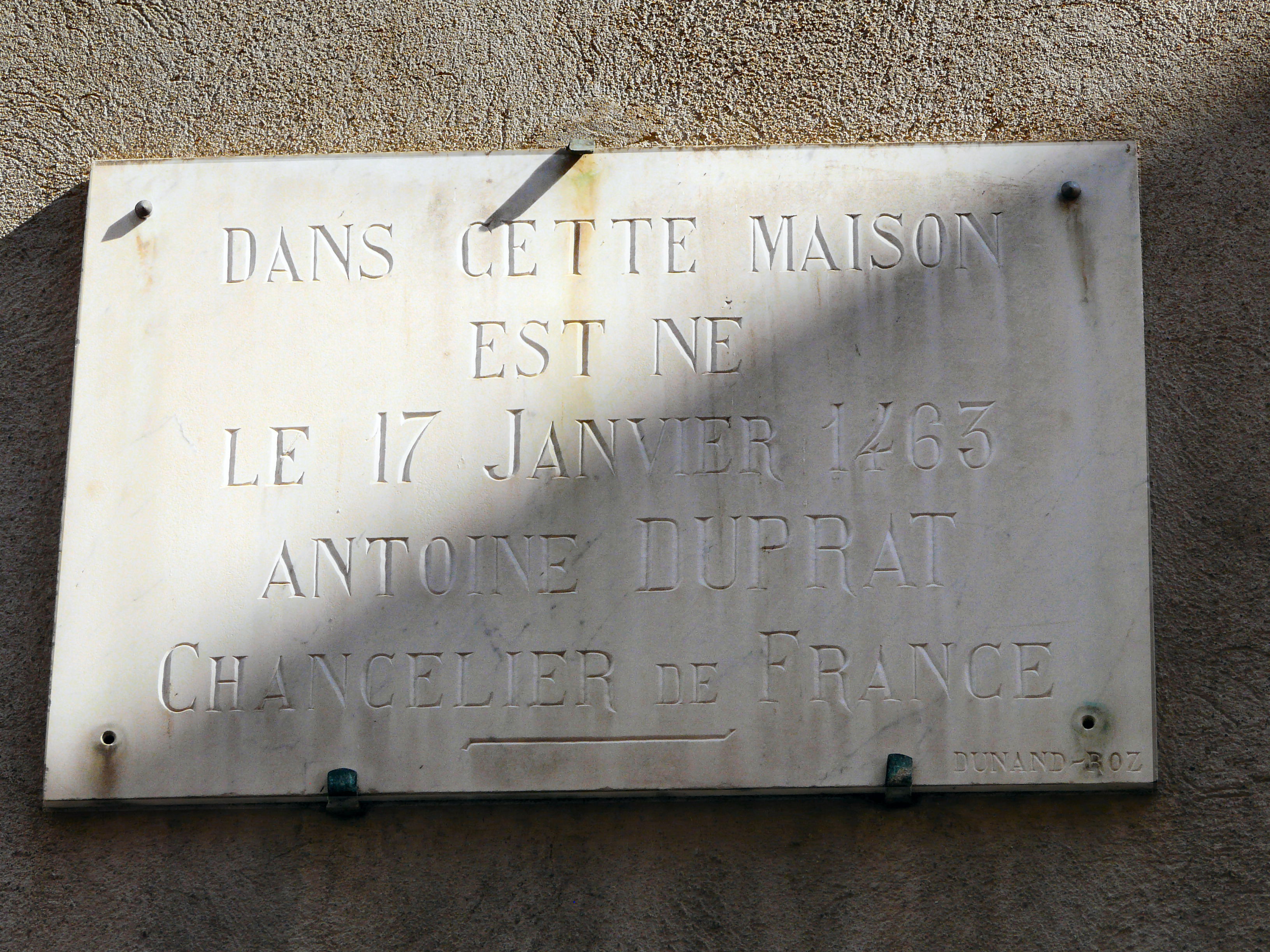
Plaque apposée sur la façade de l'hôtel Duprat, sa maison natale, à Issoire.

Fils aîné d'Antoine Duprat, et de Jacqueline Bohier, sœur d'Austremoine Bohier (le père des Bohier). Il est le cousin germain d'Antoine, Jean, Henry, Jeanne et Thomas Bohier. Il a pour frères :
- Thomas Duprat, évêque de Clermont de 1517 à 1528,
- Jean Duprat.

Son père se remarie avec Jeanne de l'Aubespine, et a pour enfants :
- Annet Duprat,
- Claude Duprat, évêque de Mende de 1524 à 1532,
- Charlotte Duprat,
- Françoise Duprat, mariée à Jean le Clerc dit Coctier, seigneur d'Aunay, conseiller au parlement, puis à Jean-Robert de Heselin,
- Anne Duprat.

Il se marie, en 1493, avec Françoise de Veyny d'Arbouze (†19 août 1507 à 30 ans), fille d'Antoine de Veyny et de Marie d'Arbouze. Il a pour enfants :
- Antoine Duprat,
- Guillaume Duprat évêque de Clermont de 1529 à 1560,
- Géraude Duprat, mariée à Mery de Rouvroy de Saint-Simon puis remariée en 1527 à René d'Arpajon, chambellan d'Éléonore d'Autriche.

Il a un fils naturel :
- Nicolas Dangu, légitimé par lettres patentes de septembre 1540.

### Sources
Cet article comprend des extraits du Dictionnaire Bouillet. Il est possible de supprimer cette indication, si le texte reflète le savoir actuel sur ce thème, si les sources sont citées, s'il satisfait aux exigences linguistiques actuelles et s'il ne contient pas de propos qui vont à l'encontre des règles de neutralité de Wikipédia.